# Büsumer Werft
Die Büsumer Werft war eine bis 1986 bestehende Schiffswerft in Büsum.

## Geschichte

### Gründungszeit

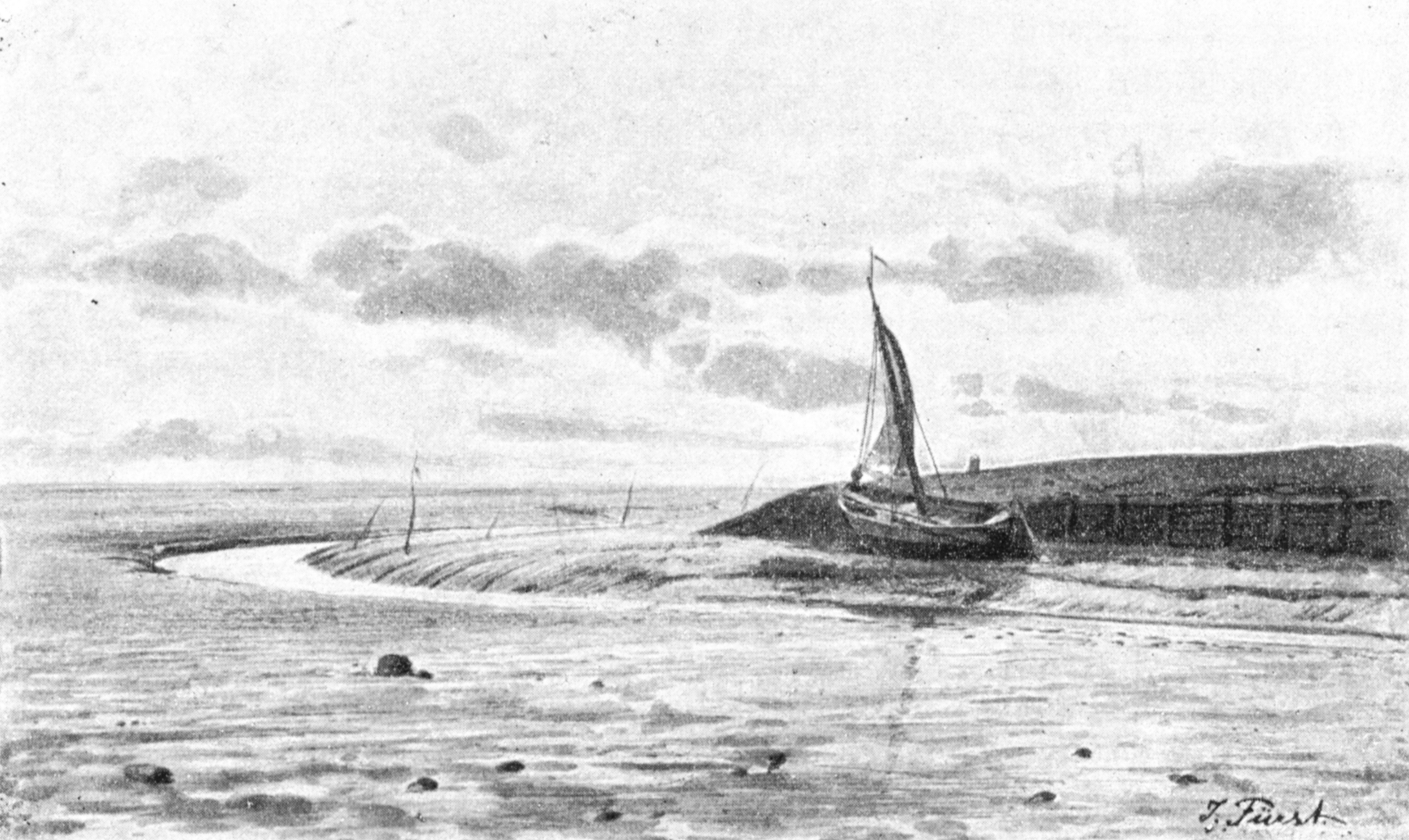
„Trockenfallen“ im Watt für kleine Außenreparaturen oder zum Teeren

1895 betrieben die Büsumer Kutterfischer den Krabbenfang mit zwölf Booten. Bei Außenreparaturen am Rumpf oder zum Teeren ließen sie sich im Watt „trockenfallen“. Der erste Schritt zur späteren Büsumer Werft war eine 1902 vom Büsumer Fischereiverein (gegr. 1898) errichtete erste Slipanlage auf dem späteren Tonnenhofgelände, auf der bis 1925 größere Reparaturen durchgeführt werden konnten. Der Schiffszimmermann Hermann Albers aus Deichhausen pachtete die Anlage und errichtete auf eigene Kosten eine Helling. Mit der Slipanlage erfolgten Reparaturen und auf der Helling entstanden Arbeitsboote und Fischkutter ohne Motor, ab 1911 auch mit Motor. 1914 wurde eine Motorenwerkstatt errichtet.

### Krämer, Vagt & Beckmann
1921 verkaufte Albers die Werft an die Flugzeugtechniker Krämer und Vagts, die aufgrund des Flugzeug-Bauverbotes nicht mehr in ihrem Beruf arbeiten konnten. Der Bootsbau wies Gemeinsamkeiten zum Flugzeugbau auf und war daher eine Alternative. Der Schiffszimmermann Beckmann kam dazu und 1921 wurde die Werft unter Krämer, Vagt & Beckmann eingetragen. Als erster Auftrag wurde der Fischkutter Seehund gebaut und an Julius Numsen abgeliefert. Weitere Schiffe folgten, die Stapelläufe von der Helling waren aufgrund des engen Hafenbeckens schwierig und die Schiffe mussten beim Ablauf stark gebremst werden. Beim Bau des Neuen Hafens wurde die "Neue Insel" 1922 Hafengebiet und mit einer hölzernen Brücke mit dem Festland verbunden. Jetzt stand ausreichend Platz auch für einen Werftneubau zur Verfügung.

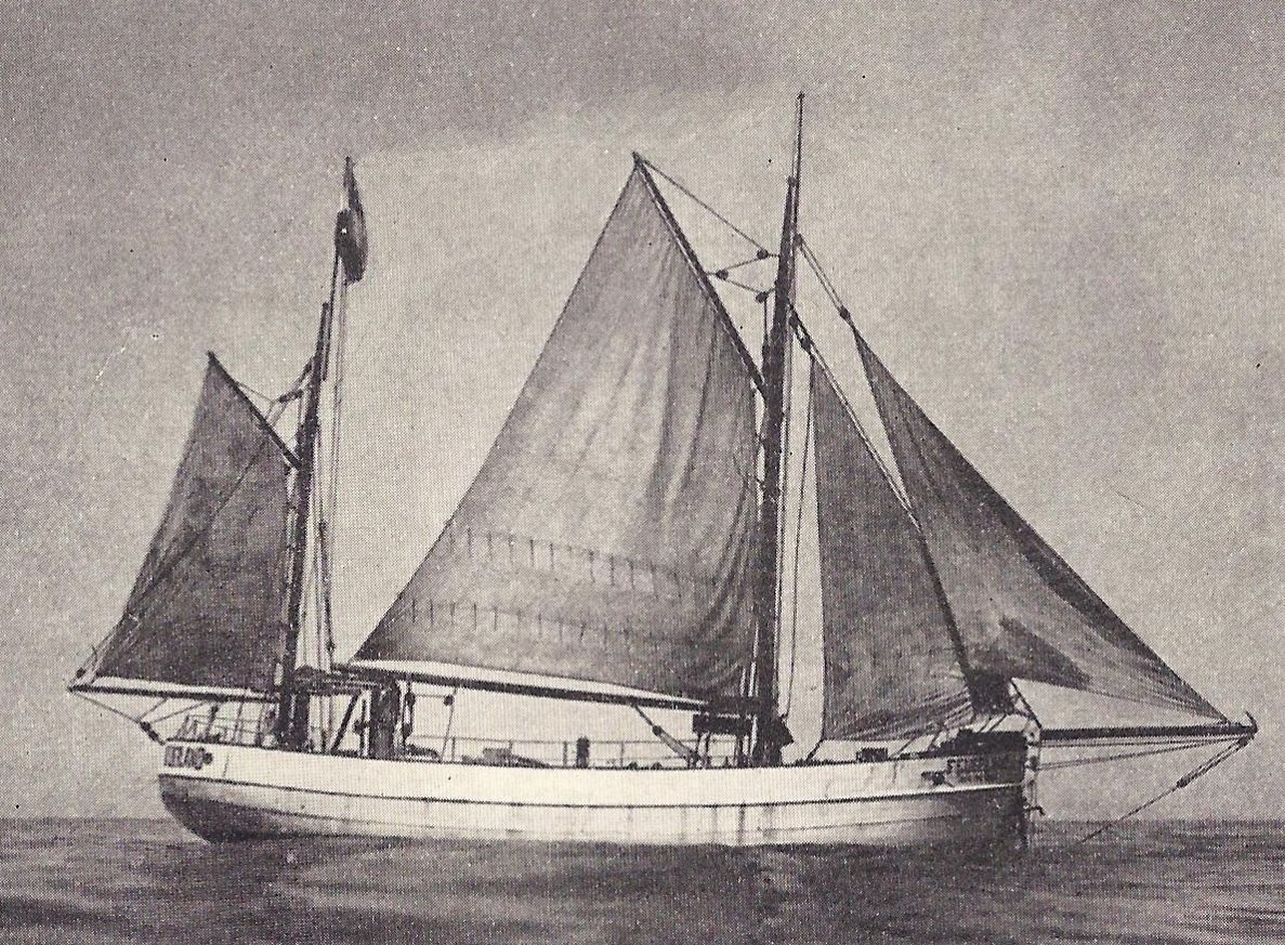
Die 1927 gebaute Feuerland

1926 erfolgte der Umzug auf das neue Gelände, auf dem eine große Schiffbauhalle und notwendige Nebengebäude entstanden waren. Die alte Werft wurde 1927 abgerissen und vom Tonnenhof übernommen. Im selben Jahr feierte die Werft ihr 25-jähriges Bestehen und erhielt von Günther Plüschow den interessanten Auftrag zum Bau des Expeditionsschiffes Feuerland. Die Taufrede am 11. Oktober 1927 hielt Dr. Karl Ullstein aus Berlin.
1929 wurde die Werft in eine GmbH umgewandelt. Ab diesem Jahrs gab es aufgrund der Weltwirtschaftskrise keine Neubauaufträge mehr. Das Unternehmen wurde vergeblich zum Kauf angeboten und im Juni 1930 wurde das Konkursverfahren über die Werft Krämer & Vagt GmbH eröffnet.
Von Juli 1930 bis zur Durchführung der Zwangsversteigerung im Jahr 1932 pachteten die Schiffszimmerleute Albers, Mahnsen und Gerlach die Werft und nutzten sie als Reparaturbetrieb.
Der aus Lauenburg stammende Ingenieur Kohn ersteigerte die Büsumer Werft am 2. Juli 1932 für 3000 Mark und eröffnete sie am 3. September 1932 erneut. Kohn lieferte 1933 und 1934 je zwei Fischkutter ab, war aber ansonsten nur im Reparaturgeschäft tätig. Da er keine weiteren Neubauaufträge eingingen, suchte er einen Käufer für die Werft.

### Büsumer-Schiffswerft W.& E. Sielaff
Am 15. März 1936 erwarb der Hamburger Schiffbaumeister Wilhelm Sielaff, dessen Frau Emmi aus Büsum stammte, die Büsumer Werft für 7000 Mark. Er war bekannt durch den Bau von hochwertigen Kajaks und Sportbooten, konnte seinen Betrieb in Hamburg aber nicht mehr vergrößern und hatte sich zum Umzug nach Büsum entschlossen. Sielaff ließ die Arbeiten auf der Büsumer Werft zum 1. April 1936 wieder aufnehmen und richtete im selben Jahr eine Querslipanlage ein. Ab Sommer 1937 wurden erneut Fischkutter gebaut. Im Folgejahr entstanden unter anderem auch ein Polizeiboot sowie ein Motorboot für die Luftwaffe. Mit Ausbruch des Zweiten Weltkriegs wurde der zivile Schiffsbau weitgehend eingestellt, stattdessen fertigte man Torpedotransportschuten und U-Boot-Türme in Serie.

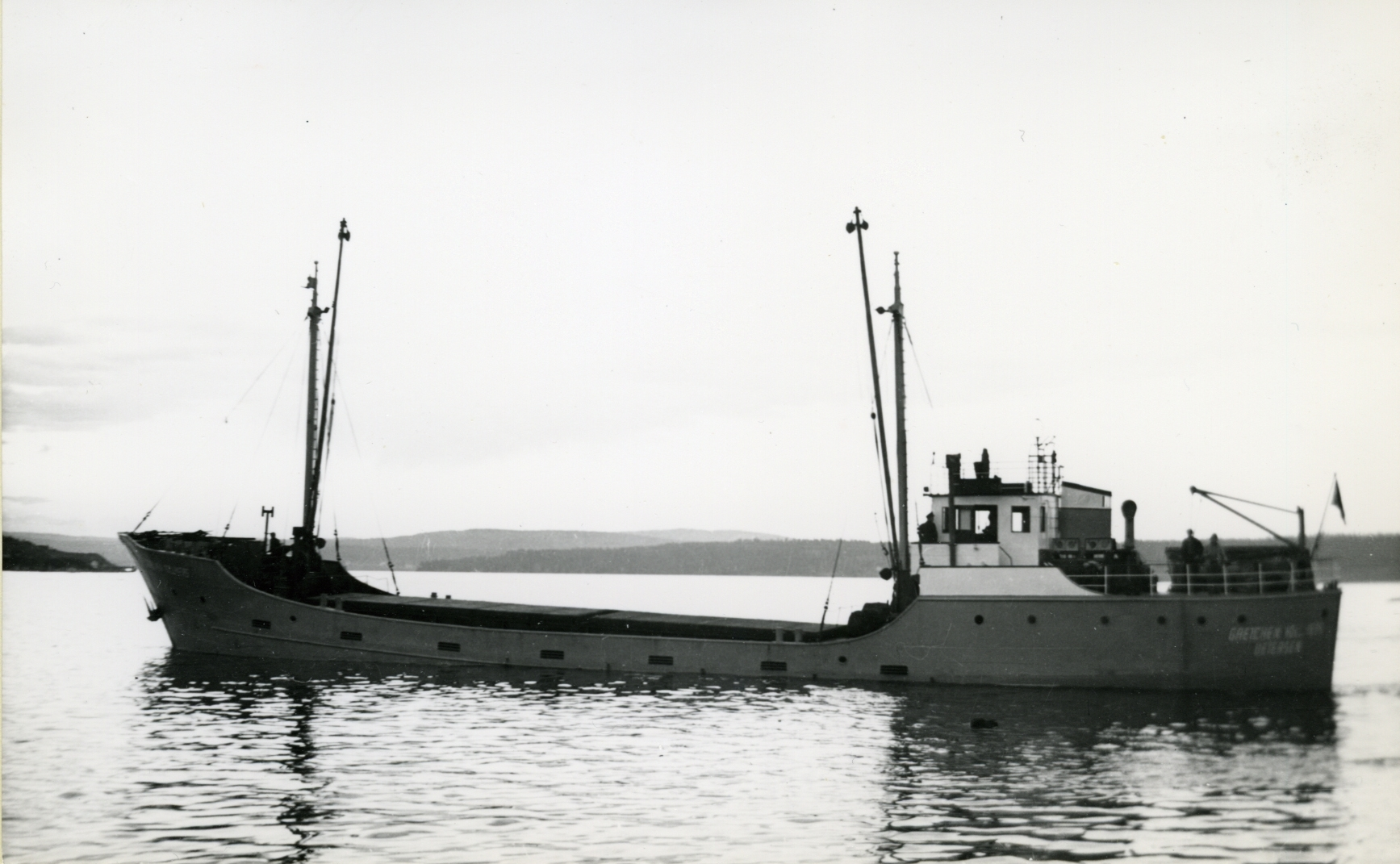
Die Gretchen Vollmers entstand 1950 als erstes Kümo der Werft

Als erste Nachkriegsbauten lieferte die Werft in den Jahren 1945 und 1946 insgesamt fünf hölzerne Fischkutter ab, ein Jahr später folgten die ersten drei Kutter aus Stahl. Daneben produzierte das Unternehmen zu dieser Zeit auch Brennhexen. Ende 1949 legte die Werft mit der Gretchen Vollmers (Bau-Nr. 152) ihr erstes Küstenmotorschiff (Kümo) auf Kiel. Dieses Weselmann-Kümo lief am 15. April 1950 vom Stapel und wurde am 15. Juni 1950 an Reederei M. Vollmers in Uetersen abgeliefert. In den frühen 1950er Jahren entstanden zwei bis vier Fahrzeuge pro Jahr. Der Bauschwerpunkt lag bei Fischereischiffen, Kümos und vereinzelten Spezialbauten. In den Jahren 1957/58 siedelte die Werft auf einen Betriebsplatz im neuerschlossenen Hafenerweiterungsgebiet im Osten Büsums um. Das dortige Richtfest fand am 5. Dezember 1957 statt. Bis zu diesem Zeitpunkt waren 26 Kümos bei W.& E. Sielaff entstanden.
Das erste über 1000 tdw große Frachtschiff, die Graeko, wurde im Juli 1961 abgeliefert. Insgesamt lief der Betrieb auf voller Leistung. Der große Bedarf vieler deutscher Reeder an Neubauten war jedoch weitgehend gedeckt. Unter den Werften herrschte inzwischen ein harter Konkurrenzkampf um neue Schiffe. Da der Ausbau der Werft viel Geld kostete und zu wenig Rücklagen gebildet wurden, geriet die Werft in den Wintermonaten mit Kurzarbeit in ernste Schwierigkeiten. Selbst ein Konkurs schien nicht ausgeschlossen. Da das Ehepaar Sielaff keine direkten Nachkommen hatte, wurde die Werft verkauft.

### Büsumer Werft GmbH, Alnwick Harmstorf

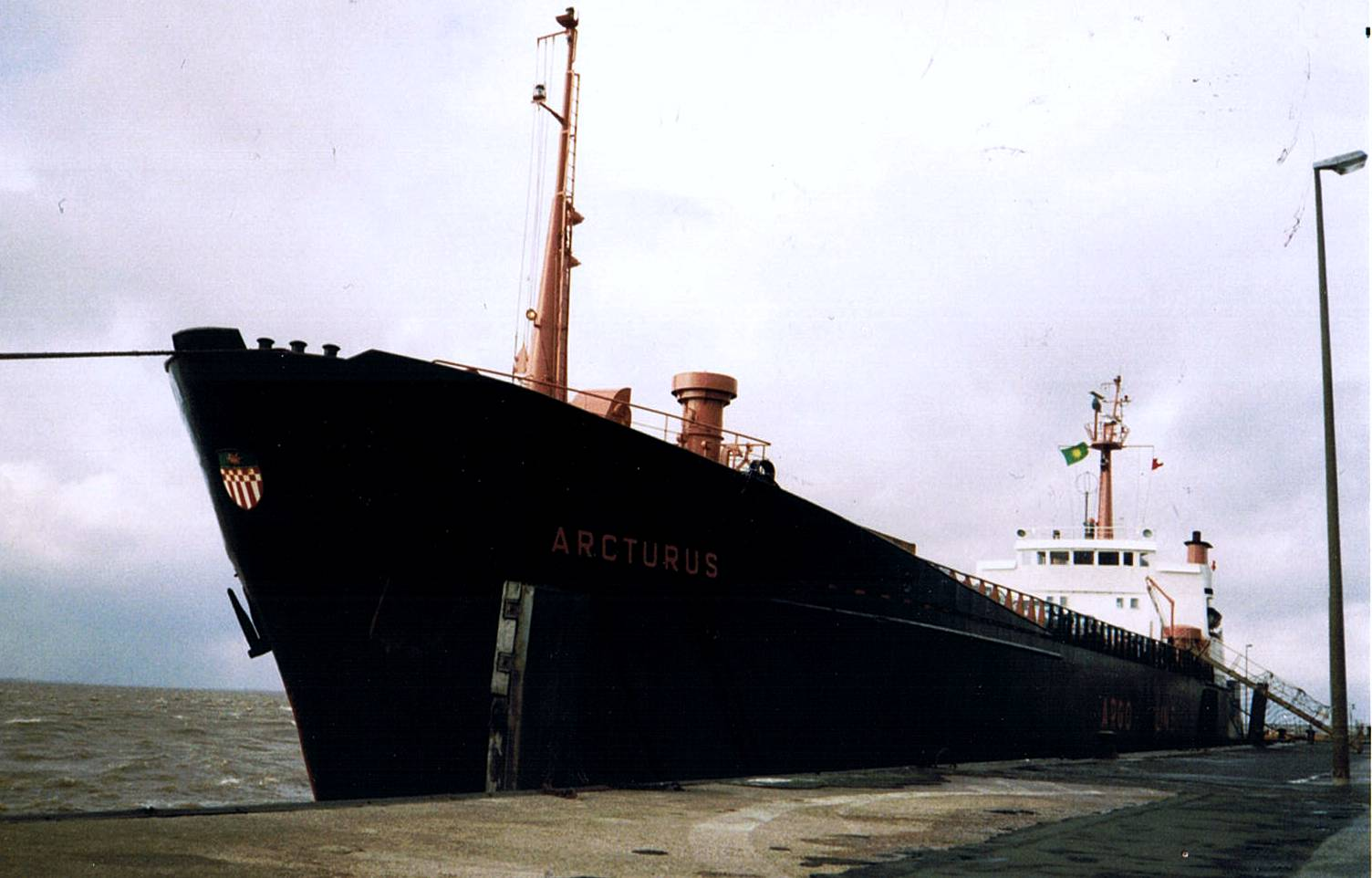
Das 1967 gebaute RoRo-Schiff Arcturus in Bremerhaven

Der Hamburger Reeder und Werftbesitzer Alnwick Harmstorf übernahm am 1. Oktober 1963 die Büsumer-Schiffswerft W.& E. Sielaff und integrierte sie in die Harmstorf-Gruppe. Zur Zeit der Übernahme hatte die Büsumer-Schiffswerft W.& E. Sielaff 95 Beschäftigte und im Orderbuch standen keine größeren Aufträge. Die Rugia, der letzte größere Auftrag, wurde am 29. November 1963 abgeliefert. Von der Reederei A. F.  Harmstorf & Co. mit Sitz in Hamburg-Altona kam der nächste Auftrag für den Bau des Küstentankers Yorksand. Dieser Bau erwies sich schwieriger als angenommen. Die Probleme wurden mit Hilfe der Schlichting-Werft gelöst und der 1135-tdw-Tanker mit der Baunummer 215 im Juli 1964 abgeliefert.
Die Werft wurde vom neuen Eigner Harmstorf in den folgenden Jahren umstrukturiert, die Projektabteilung, Konstruktionsabteilung, Akquisitionsabteilung und die Einkaufsabteilung wurden zur Schlichting-Werft verlagert. Die Fertigung wurde modern ausgebaut, gebrauchte und neue Kräne und Maschinen von der Schlieker-Werft, der AG Weser und der Schlichting-Werft ergänzten die bisherige Ausstattung. Es wurden sogar Werftwohnungen für Mitarbeiter gebaut. Schon Ende 1963 hatte sich die Belegschaft auf 135 Personen vergrößert.

### Insolvenz und Nachfolgebetriebe
Im Jahr 1982 erhielt die Büsumer Werft ein neues, von der Schlichting-Werft gebautes und vorwiegend für Reparaturen für Schiffe bis 10.000 tdw ausgelegtes Schwimmdock mit 110 m Länge und 5000 Tonnen Tragfähigkeit. Es wurde aufgrund zu großer Breite in zwei Teilen durch die Schleuse geschleppt und anschließend zusammengeschweißt. Inzwischen lähmte die Werftenkrise den deutschen Schiffbau. Der Mutterkonzern versuchte das Auftragstal durch Aufträge für die eigenen und verbundenen Reedereien zu überbrücken, was auf Dauer nicht gelang. Im September 1986 ging die Harmstorf-Gruppe in die Insolvenz. Am 30. September 1986 schloss auch die Büsumer Werft ihre Tore.
Auf der Büsumer Werft versuchte die Timm Metall- und Schweisstechnik im März 1987 einen Neuanfang und firmiert ab April 1995 als Büsumer Werke Metallbau GmbH, scheitert jedoch später ebenfalls.

## Spezialschiffbau

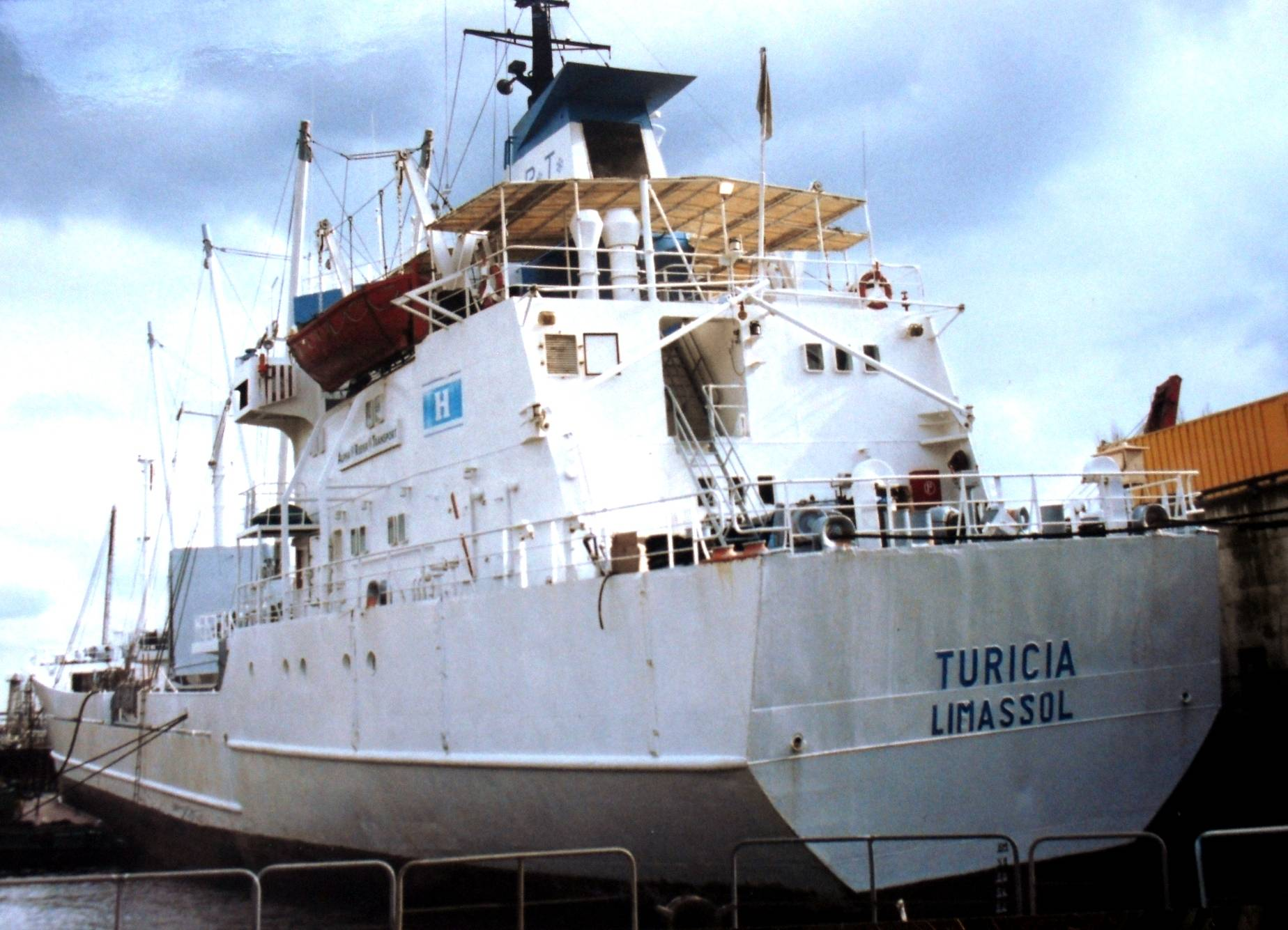
Die Turicia bildete 1978 den Abschluss einer Serie sechs kleiner Kühlschiffe mit je 85.000 Kubikfuß Kühlraum

Das Produktionsprogramm verlagerte sich von Fischereischiffen und Kümos zum Spezialschiffbau. RoRo-Schiffe, Produktentanker, Containerschiffe, Schwergutschiffe, sogar Chemikalientanker und besonders Kühlschiffe füllten die Ablieferungslisten der folgenden Jahre. 1966 wurde mit der Steinberg (1.165 BRT) das erste Containerschiff und 1967 mit der Arcturus (499 BRT) das erste Ro/Ro-Schiff der Werft gebaut. Die Werft war voll beschäftigt und wurde weiter ausgebaut, neue Gebäude für Werkstätten, das Magazin und für die Bauaufsichten der Reedereien wurden errichtet. Die Belegschaft stieg bis auf 380 Mann. Der Facharbeitermangel bremste eine weitere Expansion, daher wurden Arbeitskräfte aus dem Ausland angeworben. Die abgelieferten Schiffe wurden größer und die Grenzen der Helling und der Schleuse wurden 1973 mit Schiffen von rund 4.000 tdw erreicht. Eine neue Helling war bald errichtet, die Seeschleuse mit der Breite von 13,7 m war jetzt zu klein. Die Landesregierung lehnte eine Vergrößerung oder einen Neubau zunächst ab, erst später, 1977 wurde doch mit dem Bau begonnen. 1982 wurde die neue Schleuse schließlich eingeweiht.

## Gebaute Schiffe (Auswahl)

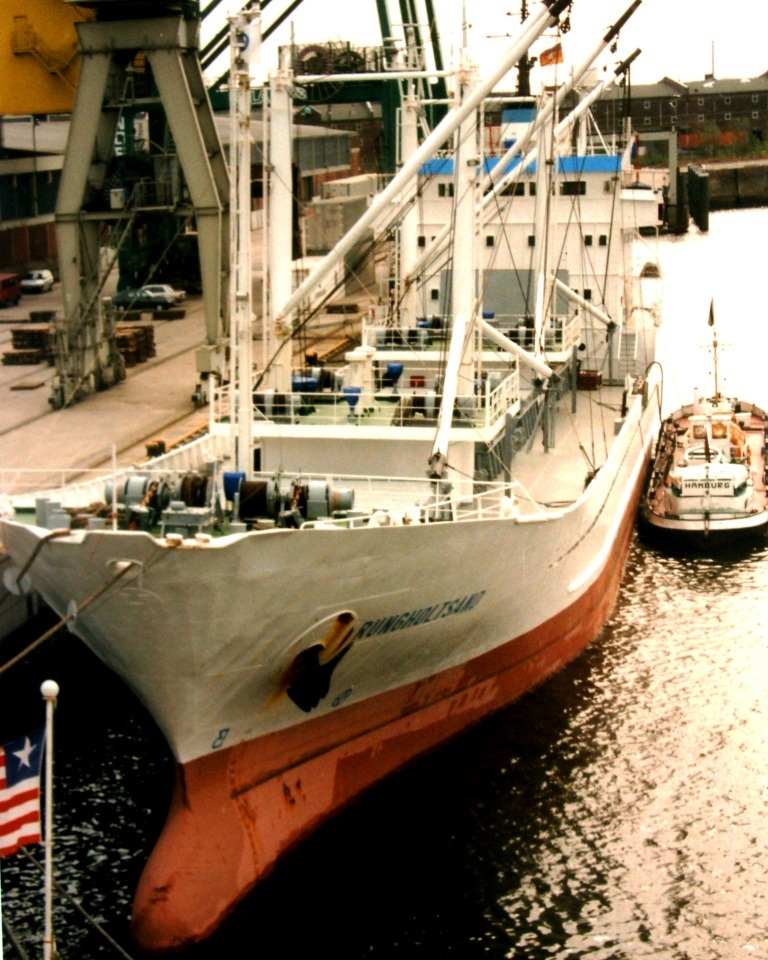
Das Kühlschiff Rungholtsand löscht in Hamburg

### KüstentankerYorksand
Der Küstentanker Yorksand (Bau-Nr. 215) war das erste Schiff der Büsumer Werft GmbH. Mit einer Vermessung von 499 BRT hatte es bei 61,9 m Länge, 10 m Breite und bei 3,7 m Tiefgang eine Tragfähigkeit von 1135 tdw. Ein aufgeladener 4-Zylinder-Motor von MAK mit 735 kW bei 375/min verlieh dem Schiff eine Geschwindigkeit von 11,5 Knoten. Drei Dieselgeneratoren, zwei mit 35 kW und einer mit 25 kW, versorgten das elektrische Bordnetz und für den Ladungsumschlag standen zwei Ladeölpumpen mit je 150 m³/h zur Verfügung. Das Schiff war für 13 Mann Besatzung eingerichtet.

### KühlschiffRungholtsand
Das Kühlschiff Rungholtsand (Bau-Nr. 276) wurde 1979 gebaut und hatte bei 95 m Länge, 13,75 m Breite und 4,65 m Tiefgang eine Tragfähigkeit von 3.415 tdw. Ein MAK-Motor mit 2200 kW (3000 PS) bei 600/min ermöglichte dem Schiff eine Geschwindigkeit von 15 Knoten. Zwei Hilfsdieselmotoren mit 485 kW (660 PS) und ein Wellengenerator mit 500 kW  dienten zur Versorgung des elektrischen Bordnetzes. Der Kühlrauminhalt betrug 130.000 Kubikfuß, es konnte Ladung im Temperaturbereich von +12 °C bis −29 °C transportiert werden. Die vier Laderäume mit je 3 Zwischendecks konnten in insgesamt 15 Compartments aufgeteilt werden. Das Schiff hatte Einrichtungen für 15 Mann Besatzung.

### PassagierfähreAmrum
Die 1960 unter der Bau-Nr. 203 gebaute Amrum war zunächst für die Amrumer Schiffahrts-AG (ASAG) auf der Linie Steenodde – Hallig Langeneß – Hallig Hooge – Schlüttsiel im Einsatz, später unter dem Namen Stadt Husum für die Wyker Dampfschiffs-Reederei Föhr-Amrum. Nach verschiedenen Eigentümerwechseln kam sie 1988 für die Halligreederei MS „Hauke Haien“ Kapitän Bernd Diedrichsen in Fahrt und ist bis heute als Hauke Haien als Ausflugsschiff im Bereich der Halligen im Einsatz.